# Shara barkhovot
Shara barkhovot (dt.: In den Straßen singen) war der von Rita in Hebräisch gesungene Beitrag für den Eurovision Song Contest 1990. Rita trat dabei für Israel an.
In diesem Lied geht es um die Gefühle in einer sterbenden Beziehung. Rita singt, wie sie sich zwingen musste, nicht mit ihm zusammen zu sein.
Shara barchovot erreichte nur einen enttäuschenden 18. Platz mit 16 Punkten.
Rita trat als zehnte Künstlerin auf, nach dem norwegischen Beitrag Brandenburger Tor, gesungen von Ketil Stokkan’s Pop Band und vor dem dänischen Beitrag Hallo-Hallo, gesungen von Lonnie Devantier.
| Vorgänger                       | Beitrag                                  | Nachfolger     |
| ------------------------------- | ---------------------------------------- | -------------- |
| Derekh ha-melekh (Gili & Galit) | Israel beim Eurovision Song Contest 1990 | Kan (Duo Datz) |